# Sedm zastavení bolesti Panny Marie (Český Krumlov)
Sedm zastavení bolesti Panny Marie v Českém Krumlově (označovaných též jako křížová cesta) se nachází v městské části Horní Brána na jihovýchodě města. Cesta vede ulicemi Objížďková, Křížová a U sáňkařské dráhy na Křížovou horu. Celá cesta je zakončena kostelem na Křížové hoře.

## Historie

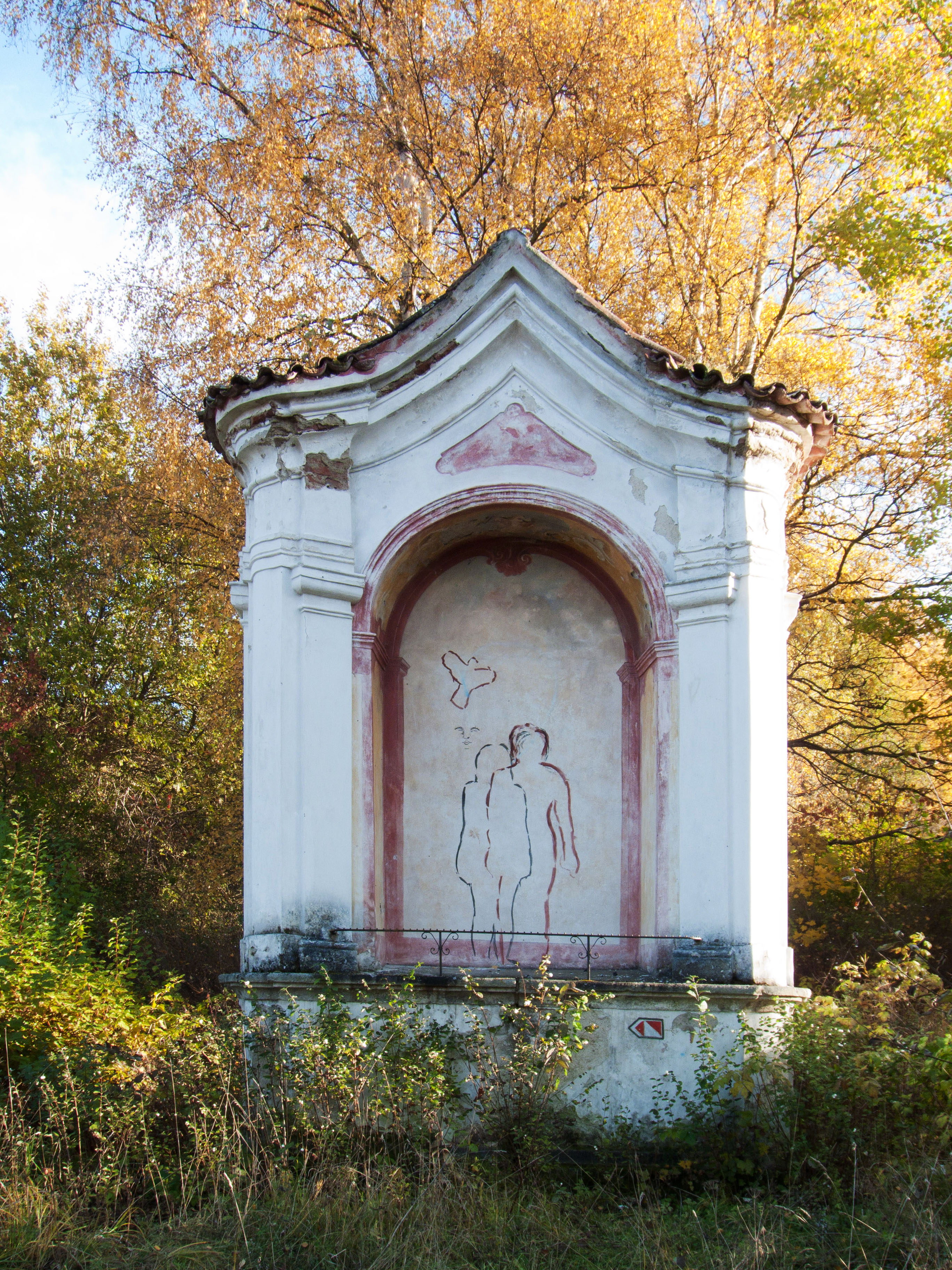
Výklenková kaple v Českém Krumlově

Cesta vede z centra města ke kapli Panny Marie Bolestné a svatého Kříže na vrcholu Křížové hory. Tvoří ji šest zděných výklenkových kaplí a sedmým zastavením je kaple na vrcholu, která doplňuje soubor Sedmi bolestí Panny Marie. Na hlavním oltáři této kaple bývala o Velikonocích figura Krista v hrobě.
Kolem roku 1650 nechal jezuitský kazatel Michal Koppe vztyčit na Křížové hoře tzv. španělský dřevěný kříž se vsazenou částečkou ze svatého Kříže. Ten měl město ochránit před nepříznivým počasím a živelními pohromami. Kvůli opravě kříže roku 1701 byl poražen strom. Jeho kmen se rozpadl na tři části, které přesně odpovídaly rozměrům tzv. španělského kříže. Z nich byl zhotoven kříž a postavena také malá dřevěná kaplička. Krumlovská měšťanka se rozhodla založit ke kapličce tři zastavení Křížové cesty.
Při opravách poutního místa v letech 1740–1753 bylo místo starých zastavení se sochařskou výzdobou postaveno šest nových kaplí, které vymaloval František Jakub Prokyš.

Od roku 1991 se každoročně 14. září na svátek Povýšení svatého Kříže koná pouť ke kapli Panny Marie Bolestné. Od roku 2016 je kaple znovu přístupná a to o víkendech, svátcích a někdy i všedních dnech.
Šest výklenkových kaplí je pod názvem Křížová cesta chráněno jako nemovitá kulturní památka.